# Robert Pelikán
Robert Pelikán, né le 18 octobre 1979 à Prague, est un avocat et homme politique tchèque ancien membre du mouvement ANO 2011.